# Mauritánia az 1996. évi nyári olimpiai játékokon
Mauritánia az egyesült államokbeli Atlantában megrendezett 1996. évi nyári olimpiai játékok egyik részt vevő nemzete volt. Az országot az olimpián 1 sportágban 4 sportoló képviselte, akik érmet nem szereztek.

## Atlétika
Férfi
| Versenyző                | Versenyszám | Előfutam | Előfutam | Előfutam | Negyeddöntő | Negyeddöntő | Negyeddöntő | Elődöntő | Elődöntő | Elődöntő | Döntő   | Döntő    |
| Versenyző                | Versenyszám | Idő      | Hely.    | Össz.    | Idő         | Hely.       | Össz.       | Idő      | Hely.    | Össz.    | Idő     | Helyezés |
| ------------------------ | ----------- | -------- | -------- | -------- | ----------- | ----------- | ----------- | -------- | -------- | -------- | ------- | -------- |
| Noureddine Ould Ménira   | 100 m       | 10,95    | 8.       | 92.      | kiesett     | kiesett     | kiesett     | kiesett  | kiesett  | kiesett  | kiesett | kiesett  |
| Mohamed Ould Brahim      | 200 m       | 22,71    | 8.       | 77.      | kiesett     | kiesett     | kiesett     | kiesett  | kiesett  | kiesett  | kiesett | kiesett  |
| Chérif Baba Aidara       | 800 m       | 1:56,20  | 7.       | 53.      |             |             |             | kiesett  | kiesett  | kiesett  | kiesett | kiesett  |
| Sid'Ahmed Ould Mohamedou | 5000 m      | 15:29,16 | 11.      | 37.      |             |             |             | kiesett  | kiesett  | kiesett  | kiesett | kiesett  |